# Associazione Calcio Reggiana 1933-1934
Questa pagina raccoglie i dati riguardanti l'Associazione Calcio Reggiana nelle competizioni ufficiali della stagione 1933-1934.

## Stagione
Ritorna Stefano Aigotti dopo i fasti del Milan e una stagione all'Anconitana e con lui arrivano l'ala destra Migliavacca e l'attaccante Bertoli, già granata nella massima serie.
Quattro vittorie nelle prime cinque partite proiettano la Reggiana al vertice della classifica. Poi è pari nel derby di Parma e il Mantova viene sconfitto al Mirabello. Nel derby di Carpi la Reggiana, seguita da un treno speciale di tifosi, prevale per 4 a 1, poi leggera flessione con pari contro il Rimini e la Portuense e sconfitta a Bologna.
La sconfitta di Forlimpopoli (3 a 2) viene ricordata come una gara densa di incidenti. Alla fine del primo tempo i tifosi reggiani sono costretti ad abbandonare il campo dopo uno scontro coi locali. Le larghe vittorie col Carpi al Mirabellio (7 a 1) e con il Dopolavoro ferroviario di Rimini (9 a 1) regalano il primo posto nel girone ai granata in coabitazione col Parma. Nelle finali promozione la Reggiana soccombe contro Savona, Biellese e Catania, che vince il girone e viene promosso in B.

## Divise
| Prima divisa |

## Rosa
| N. |                   | Ruolo | Calciatore        |
| -- | ----------------- | ----- | ----------------- |
|    | Italia (bandiera) | A     | Stefano Aigotti   |
|    | Italia (bandiera) | A     | Silvio Bandini    |
|    | Italia (bandiera) | A     | Arturo Benelli    |
|    | Italia (bandiera) | A     | Enzo Bertoli      |
|    | Italia (bandiera) | C     | Ciro Campari      |
|    | Italia (bandiera) | D     | Milo Campari      |
|    | Italia (bandiera) | C     | Nellusco Campari  |
|    | Italia (bandiera) | D     | Socrate Campari   |
|    | Italia (bandiera) | A     | Emilio Cantarelli |
|    | Italia (bandiera) | P     | Aroldo Corazza    |
|    | Italia (bandiera) | A     | Giulio Ferrari    |

| N. |                   | Ruolo | Calciatore         |
| -- | ----------------- | ----- | ------------------ |
|    | Italia (bandiera) | P     | Pietro Ferrari     |
|    | Italia (bandiera) | D     | Vivaldo Fornaciari |
|    | Italia (bandiera) | A     | Giuseppe Frattini  |
|    | Italia (bandiera) | A     | Renzo Lazzaretti   |
|    | Italia (bandiera) | C     | Vittorio Leoni     |
|    | Italia (bandiera) | C     | Orlando Magini     |
|    | Italia (bandiera) | C     | Sante Migliavacca  |
|    | Italia (bandiera) | C     | Quirino Montanari  |
|    | Italia (bandiera) | D     | Arnaldo Vighi      |
|    | Italia (bandiera) | A     | Alcide Ivan Violi  |
|    | Italia (bandiera) | A     | Viscardo Zucchi    |